# Burkau
Burkau (alt sòrab: Porchow) és un municipi alemany que pertany a l'estat de Saxònia. Es troba a 6 kilòmetres de Bischofswerda i a 16 kilòmetres de Bautzen.

## Viles i llogarets
- Auschkowitz (Wučkecy)
- Bocka (Bukowc)
- Burkau (Porchow)
- Großhänchen (Wulki Wosyk)
- Jiedlitz (Jědlica)
- Kleinhänchen (Mały Wosyk)
- Neuhof (Nowy Dwór)
- Pannewitz (Panecy)
- Taschendorf (Ledźborecy)
- Uhyst am Taucher (Horni Wujezd)

## Composició del consistori (2009)
| Partit                | Vots  | Regidors |
| --------------------- | ----- | -------- |
| CDU                   | 24,0% | 4        |
| FDP                   | 20,4% | 3        |
| WV Sportverein Burkau | 18,6% | 3        |
| WV Floriansjünger     | 15,6% | 2        |
| SPD                   | 11,0% | 1        |
| DIE LINKE             | 10,4% | 1        |

## Personatges il·lustres
- Arnošt Muka, folklorista sòrab.